# Роден, Ларри
Ларри Роден (англ. Larry Rhoden; род. 5 февраля 1959, Стерджис, Южная Дакота) — американский политик-республиканец, губернатор Южной Дакоты с 25 января 2025 года.

## Биография
Родился и вырос в городе Стерджис (Южная Дакота), окончил частную школу Sunshine Bible Academy близ города Миллер (Южная Дакота). В 1978—1985 годах служил в национальной гвардии Южной Дакоты. Начал карьеру с работы в наблюдательном совете школы, в 2000 году избран от 29-го округа в Палату представителей Южной Дакоты. По истечении двух сроков полномочий, которыми ограничено пребывание в этой должности, в 2008 году избран в Сенат Южной Дакоты. В 2014 году вступил в борьбу за выдвижение кандидатом от республиканцев на выборах в Сенат США, но ещё на стадии предварительных выборов уступил Майку Раундзу и в 2016 году был вновь избран в Палату представителей Южной Дакоты.
В 2018 году пошёл на выборы в качестве кандидата на должность вице-губернатора Южной Дакоты вместе с кандидатом в губернаторы Кристи Ноэм, и их тандем добился успеха.
В 2020 году, сохраняя пост вице-губернатора, временно занимал пост министра сельского хозяйства Южной Дакоты после отставки Ким Ваннеман.
25 января 2025 года губернатор Южной Дакоты Кристи Ноэм ушла в отставку ввиду назначения её на должность министра внутренней безопасности США, и вице-губернатор Ларри Роден автоматически занял её место.